# Gotham du NJ/NY
Maillots
Actualités
Le Gotham du NJ/NY (en anglais : NJ/NY Gotham), anciennement le Sky Blue FC, est un club franchisé de football féminin professionnel américain basé à Harrison, dans le New Jersey. Fondé en 2006 sous le nom de Jersey Sky Blue, il participe à la W-League, avant de jouer au sein de la Women's Professional Soccer de 2009 à 2011 sous le nom de Sky Blue FC. Sky Blue est notamment connu pour avoir remporté le premier championnat de l'histoire de la WPS en 2009. Depuis 2013, le club fait partie de la National Women's Soccer League.
Entraîné par l'Espagnol Juan Carlos Amorós (en), l'équipe joue ses matchs à domicile au Red Bull Arena situé à Harrison, dans le New Jersey.
Le club fait partie du groupement Sky Blue Soccer, basée dans le Comté de Somerset dans le New Jersey, un programme permettant, dès le plus jeune âge, aux joueuses de progresser dans leur domaine et d'accroître leurs compétences à long terme (à l'instar des centres de formations en Europe).

## Histoire

### 2006-2008: Fondation
Le club est fondé en 2006 sous le nom de Jersey Sky Blue et participe à partir de 2007 au championnat de la W-League. Lors de la saison 2007, Jersey Sky Blue termine au 2e rang de la Northeast Division dans la Eastern conference avec une fiche de 12- 2 -0 derrière le Washington Freedom. Lors des séries éliminatoires de fin de saison, l'équipe défait 3-1 Northern Virginia au premier tour mais s'incline 4-0 en demi-finale de conférence devant les Fury d'Ottawa,.
Pour la saison 2008, le Jersey Sky Blue suspend ses activités dans la W-League afin de mieux préparer son entrée dans la nouvelle ligue professionnelle, la Women's Professional Soccer qui débute en 2009. Le 5 mars 2008, Sky Blue nomme pour la première fois au poste d'entraîneur et de manager général l'anglais Ian Sawyers. Toutefois, ce n'est que le 9 septembre que l'appellation du club de New York/New Jersey est officiellement dévoilée au public, sous le nom de Sky Blue FC.
La semaine suivante, lors du draft des joueuses internationales américaines, les droits de Heather O'Reilly, Natasha Kai et Christie Rampone ont été alloués au club. Elles sont donc les premières à jouer pour les couleurs de cette équipe. Enfin, le 3 décembre 2008, Ian Sawyers choisit Kelly Lindsey comme entraîneur-adjoint.

### 2009-2011: Women's Professional Soccer

#### Saison 2009

##### Saison régulière
Sky Blue joue son premier match le 5 avril 2009 au TD Bank Ballpark de Bridgewater, dans le New Jersey, contre Los Angeles Sol, devant 6 053 spectateurs, pour une défaite 2-0. Les deux buts de la rencontre ont été inscrits par la Brésilienne Marta, le premier à la 43e minute de jeu sur une passe décisive de Shannon Boxx, et le second deux minutes plus tard sur une passe de Han Duan. Le club joue son match suivant sur le même site avant de s'installer définitivement au Yurcak Field sur le campus de l'Université Rutgers.
Le 23 mai 2009, après un mauvais début de saison et une nouvelle contre-performance à l'extérieur contre Washington Freedom (défaite 2-1), Ian Sawyers est suspendu de toutes fonctions au club pour avoir exprimé des désaccords. Il est officiellement remercié cinq jours plus tard, son adjointe Kelly Lindsey est désignée au poste par intérim et confirmée dans ses fonctions d'entraîneur le 19 juin. Malgré un redressement des résultats de l'équipe (5 victoires et 3 nuls en 12 matchs), Kelly Lindsey démissionne brusquement de son poste le 30 juillet 2009. Christie Rampone est nommée à sa place par intérim, qui fait d'elle la première entraîneur-joueuse de l'histoire de la WPS.
Sky Blue, après une première partie de saison mouvementée, termine de justesse à la quatrième place de la saison régulière, décrochant le dernier ticket pour les play-offs, à 3 points du troisième Washington Freedom et avec un point d'avance sur Boston Breakers. L'équipe totalise 7 victoires, 5 nuls et 8 défaites sur un total de 20 rencontres. Ils cumulent donc 26 points à la fin de la première phase du championnat.

##### Play-offs et finale du Championnat WPS
Le 15 août 2009, lors du premier tour des play-offs, Sky Blue se déplace sur le terrain de Washington Freedom, troisième de la saison régulière. L'équipe réalise la performance de s'imposer 2-1 à l'extérieur, Natasha Kai ouvrant la marque pour les visiteuses à la 56e minute sur une passe décisive de Kacey White, Lisa De Vanna égalise 23 minutes plus tard, puis Francielle sur une passe de Yael Averbuch, offre la qualification pour les demi-finales à cinq minutes du terme de la rencontre.
Le 19 août 2009, pour la demi-finale des play-offs, l'équipe joue une nouvelle fois à l'extérieur pour affronter Saint Louis Athletica, deuxième de la saison régulière. Elle crée la sensation en s'imposant une nouvelle fois hors de ses bases, sur le score de 1-0. Keeley Dowling envoie son équipe en finale sur une nouvelle passe de Yael Averbuch, par une réalisation à la 31e minute.
Le 22 août 2009, malgré le statut de grand favori des Los Angeles Sol pour ce match, l'équipe réalise un nouvel exploit à l'extérieur, en remportant la finale du championnat de la Women's Professional Soccer sur le score de 1-0 au Home Depot Center. Le but victorieux a été inscrit par Heather O'Reilly à la 17e minute, sur une passe de Natasha Kai. Par ailleurs, l'équipe du New Jersey évolue plus d'une heure en supériorité numérique, Allison Falk ayant été exclue pour les locaux dès la 27e minute de jeu.
Sky Blue est donc sacré pour la première fois de son histoire champion de la Women's Professional Soccer.

#### Saison 2010

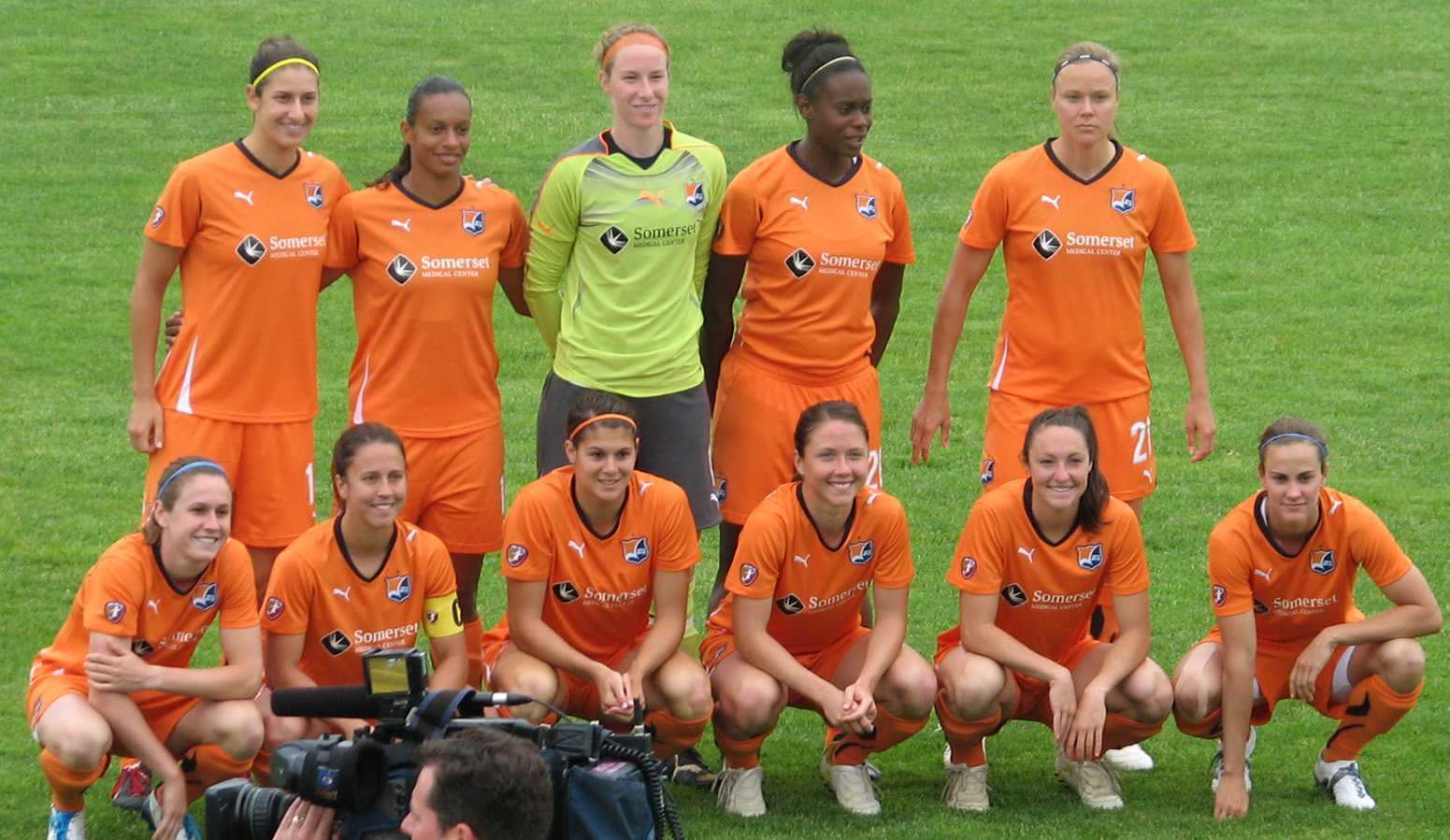
Sky Blue FC en mai 2010

La franchise du New Jersey traverse une saison moins agitée que la précédente malgré l'arrivée du nouvel entraîneur Rick Stainton au cours de celle-ci, elle reste toujours autant inconstante dans ses résultats, mais ne connaîtra pas la même réussite à la fin de la saison régulière. L'équipe termine cinquième avec 28 points et échoue à 3 unités de la qualification pour les play-offs, derrière Washington Freedom ; son bilan final est de 7 victoires, 7 nuls et 10 défaites.

#### Saison 2011
Sky Blue connait une saison difficile avec une fiche de 5 victoires, 9 défaites et 4 nulles en 18 matchs. Le club termine la saison au 5e rang (avant-dernier dans la ligue) ce qui l'exclut d'une participation aux séries éliminatoires de fin de saison.

#### InterSaison 2011-12
Après la suspension des activités de la Women's Professional Soccer en janvier 2012, le Sky Blue Fc entreprend une tournée au Japon,. Par la suite, l'équipe n'évolue dans aucun championnat pour la saison 2012.

## Résultats sportifs

### Palmarès
- Coupe des champions féminine de la CONCACAF (1)
  - Vainqueur : 2025
- Women's Professional Soccer (2)
  - Vainqueur : 2009, 2023

### Bilan saison par saison
Le tableau suivant récapitule le parcours saison par saison du Sky Blue FC en Women's Professional Soccer (WPS) de 2009 à 2011, puis en National Women's Soccer League (NWSL) depuis 2013.
| Saison | Saison régulière | Saison régulière | Saison régulière | Saison régulière | Saison régulière | Saison régulière | Saison régulière | Saison régulière | Position | Playoffs      | Challenge Cup | Affluence moyenne |
| Saison | Ligue            | M                | V                | N                | D                | BP               | BC               | Pts              | Position | Playoffs      | Challenge Cup | Affluence moyenne |
| ------ | ---------------- | ---------------- | ---------------- | ---------------- | ---------------- | ---------------- | ---------------- | ---------------- | -------- | ------------- | ------------- | ----------------- |
| 2009   | WPS              | 20               | 7                | 5                | 8                | 19               | 20               | 26               | 4e/7     | Champion      | —             | 3 651             |
| 2010   | WPS              | 24               | 7                | 7                | 10               | 20               | 31               | 28               | 5e/7     | Non qualifié  | —             | 3 320             |
| 2011   | WPS              | 18               | 5                | 4                | 9                | 24               | 29               | 19               | 5e/6     | Non qualifié  | —             | 2 033             |
| 2013   | NWSL             | 22               | 10               | 6                | 6                | 31               | 26               | 36               | 4e/8     | Demi-finales  | —             | 1 664             |
| 2014   | NWSL             | 24               | 9                | 7                | 8                | 30               | 37               | 34               | 6e/9     | Non qualifié  | —             | 1 640             |
| 2015   | NWSL             | 20               | 5                | 7                | 8                | 22               | 28               | 22               | 8e/9     | Non qualifié  | —             | 2 189             |
| 2016   | NWSL             | 20               | 7                | 5                | 8                | 24               | 30               | 26               | 7e/10    | Non qualifié  | —             | 2 162             |
| 2017   | NWSL             | 24               | 10               | 3                | 11               | 42               | 51               | 33               | 6e/10    | Non qualifié  | —             | 2 613             |
| 2018   | NWSL             | 24               | 1                | 6                | 17               | 21               | 52               | 9                | 9e/9     | Non qualifié  | —             | 2 532             |
| 2019   | NWSL             | 24               | 5                | 5                | 14               | 20               | 34               | 20               | 8e/9     | Non qualifié  | —             | 3 338             |
| 2020   | NWSL             | 4                | 2                | 0                | 2                | 6                | 7                | 6                | 4e/9     | —             | Demi-finales  | 0                 |
| 2021   | NWSL             | 24               | 8                | 11               | 5                | 29               | 21               | 35               | 5e/9     | 1/4 de finale | Finaliste     | 3 793             |
| 2022   | NWSL             | 22               | 4                | 1                | 17               | 16               | 46               | 13               | 12e/12   | non qualifié  | —             | 4 415             |
| 2023   | NWSL             | 22               | 8                | 8                | 7                | 25               | 24               | 31               | 6e/12    | Champion      | —             | 6 293             |
| 2024   | NWSL             | 26               | 17               | 5                | 4                | 41               | 20               | 56               | 3e/14    | Demi-finale   | —             |                   |

1. ↑  Résultats des NWSL Fall Series 2020.
2. ↑  Saison jouée à huis clos en raison de la pandémie de Covid-19.

## Identité du club

### Logos

Sky Blue FC
NJ/NY Gotham

## Personnalités du club

### Joueuses emblématiques
Statistiques en matches officiels (saison régulière, playoffs, and coupe domestique), à l'issue de la saison 2020., Joueuses encore au club apparaissent en gras.

#### Les plus capées
| Rang | Joueuse          | Années              | Championnat | Coupe | Total |
| ---- | ---------------- | ------------------- | ----------- | ----- | ----- |
| 1    | Christie Pearce  | 2009-2010 2013-2017 | 117         | 0     | 117   |
| 2    | Sarah Woldmoe    | 2015-2020           | 106         | 10    | 116   |
| 3    | Erica Skroski    | 2016-               | 85          | 9     | 94    |
| 4    | Kailen Sheridan  | 2017-2021           | 85          | 6     | 91    |
| 5    | Taylor Lytle     | 2013-2017           | 82          | 0     | 82    |
| 6    | Raquel Rodríguez | 2016-2019           | 76          | 0     | 76    |
| 7    | Kelley O'Hara    | 2013-2017           | 75          | 0     | 75    |
| 8    | Maya Hayes       | 2014-2017           | 74          | 0     | 74    |
| 9    | Katy Freels      | 2013-2015           | 65          | 0     | 65    |
| 10   | Natasha Kai      | 2009-2010 2016-2017 | 58          | 0     | 58    |

1. ↑  inclus WPS et NWSL, saison régulière et playoffs.

#### Meilleures buteuses
Les matchs joués apparaissent entre parenthèses.
| Rang | Joueuse          | Années              | Buts     |
| ---- | ---------------- | ------------------- | -------- |
| 1    | Sam Kerr         | 2015-2017           | 28 (40)  |
| 2    | Natasha Kai      | 2009-2010 2016-2017 | 15 (58)  |
| 2    | Kelley O'Hara    | 2013-2017           | 15 (75)  |
| 4    | Nadia Nadim      | 2014-2015           | 13 (24)  |
| 5    | Carli Lloyd      | 2010 2018-          | 12 (37)  |
| 6    | Mónica Ocampo    | 2013-2015           | 11 (35)  |
| 6    | Sarah Woldmoe    | 2015-2020           | 11 (116) |
| 8    | Maya Hayes       | 2014-2017           | 9 (74)   |
| 9    | Rosana           | 2009-2010           | 8 (41)   |
| 9    | Sophie Schmidt   | 2013-2014           | 8 (41)   |
| 9    | Raquel Rodríguez | 2016-2019           | 8 (76)   |

##### Meilleures buteuses par saison
| Saison | Joueuse                 | Buts |
| ------ | ----------------------- | ---- |
| 2009   | Natasha Kai             | 6    |
| 2010   | Natasha Kai             | 5    |
| 2010   | Laura Österberg Kalmari | 5    |
| 2011   | Casey Loyd              | 5    |
| 2013   | Mónica Ocampo           | 8    |
| 2014   | Kelley O'Hara           | 7    |
| 2014   | Nadia Nadim             | 7    |
| 2015   | Nadia Nadim             | 6    |
| 2015   | Sam Kerr                | 6    |
| 2016   | Sam Kerr                | 5    |
| 2017   | Sam Kerr                | 17   |
| 2018   | Carli Lloyd             | 4    |
| 2018   | Imani Dorsey            | 4    |
| 2018   | Katie Johnson           | 4    |
| 2019   | Carli Lloyd             | 8    |
| 2020   | Paige Monaghan          | 3    |
| 2020   | Ifeoma Onumonu          | 3    |

#### Capitaines
| Période   | Nom             |
| --------- | --------------- |
| 2009-2010 | Christie Pearce |
| 2011      | Brittany Kolmel |
| 2013-2017 | Christie Pearce |
| 2018      | Carli Lloyd     |
| 2019-2020 | Sarah Woldmoe   |

### Entraîneurs
- 2008-2009 :  Ian Sawyers (en)
- 2009 :  Kelly Lindsey (en)
- 2009 :  Christie Pearce
- 2009-2010 :  Pauliina Miettinen (en)
- 2010 :  Rick Stainton
- 2010-2015 :  Jim Gabarra (en)
- 2016-2017 :  Christy Holly
- 2017 :  Dave Hodgson (intérim)
- 2017-2019 :  Denise Reddy (en)
- 2019 :  Hugo Macedo (intérim)
- 2019-2021 :  Freya Coombe (en)
- 2021-2022 :  Scott Parkinson (en)
- 2022 :  Hue Menzies (en) (intérim)
- 2022- :  Juan Carlos Amorós (en)

## Stades
- Yurcak Field (en) (2009-2019)
- TD Bank Ballpark (en) (2 matchs, 2009)
- Red Bull Arena (2 matchs en 2019, 2020–)[14]
- MSU Soccer Park at Pittser Field (2 matchs en 2020)

## Supporters
Cloud 9 est le groupe de supporters officiel du Sky Blue FC. Ils se placent dans la section 9 du Yurcak Field pour les matchs à domicile.